# The Unafraid

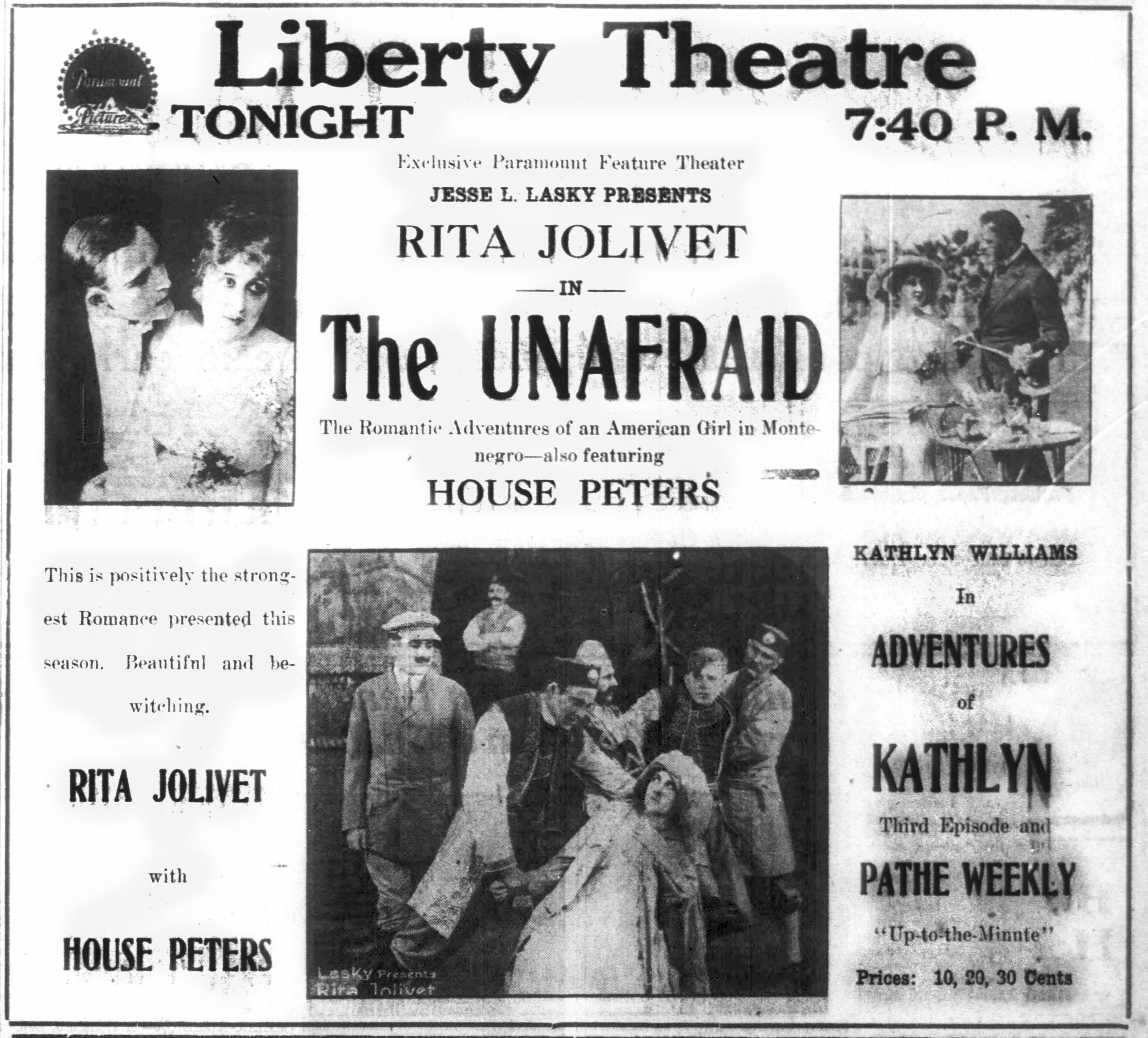
Page promotionnelle pour le film - 1915

The Unafraid est un film américain réalisé par Cecil B. DeMille et sorti en 1915.

## Fiche technique
- Autre titre : The Unexpected
- Réalisation : Cecil B. DeMille
- Scénario : Cecil B. DeMille d'après un roman d' Eleanor M. Ingram
- Production : Jesse L. Lasky Feature Play Company
- Photographie : Alvin Wyckoff
- Montage : Cecil B. DeMille
- Durée : 4 bobines[1]
- Dates de sortie: 1915

## Distribution
- Rita Jolivet : Delight Warren
- House Peters : Stefan Balsic
- Page Peters : Michael Balsic
- William Elmer : Jack McCarty
- Lawrence Peyton : Danilo Lesendra
- Theodore Roberts : agent secret
- Al Ernest Garcia : Joseph
- Marjorie Daw : Irenya
- Raymond Hatton : le valet